# Tomislav Nikolić
Tomislav Nikolić (cirill betűkkel Томислав Николић, magyar átírással Tomiszlav Nikolity, Kragujevac, 1952. február 15. –) Szerbia elnöke 2012 és 2017 között. 2003–2008 között a jobboldali radikális Szerb Radikális Párt (SRS) alelnöke, 2008–2012 között a jobbközép Szerb Haladó Párt (SNS) elnöke.

## Életrajz
Az általános és szakközépiskoláját Kragujevacban végezte. Iskoláit befejezve 1978-1990 között egy építőipari cégnél vezetői beosztásban dolgozott. Több beruházás irányítását látta el, Jugoszlávia egész területén. 1990–1992 között a helyi közüzemi vállalat műszaki igazgatója volt.

## Politikai karrier
Szerbia politikai irányítása többpártrendszeren alapul. Tomislav Nikolić a Népi Radikális Párt (NRS) tagjaként politizált. Az NRS 1991. február 22-én személyében megválasztotta első alelnökét. A Népi Radikális Párt egyesült a Vojislav Seselj vezette, Szerb Nemzeti Megújulásból kivált politikusokkal. Az újonnan létrejött Szerb Radikális Pártnak alelnöke lett.
1992–2012 között parlamenti képviselő. 1992-ben a szerb parlament elnökhelyettese lett.
1998-ban a SRS koalícióra lépett a Szlobodan Milosevics-féle Szerbiai Szocialista Párttal (SPS), és együtt alkották az új szerb kormányt. Nikolics a szerb kormány alelnöke lett.
Volt időszak, amikor politikai ellenfelei nyomására kizárták a pártból. Miután az SRS elnöke, Vojislav Seselj 2003-ban önként a hágai nemzetközi bíróság elé vonult, átvette az párt irányítását, bár formálisan Seselj maradt a vezető. A 2008-as szerbiai elnökválasztáson az első fordulóban győzött, a másodikban azonban alulmaradt Boris Tadić-csal szemben. A 2008-as szerbiai parlamenti választások után felismerte, hogy a politikai középre húzódva nagyobb esély kínálkozik a sikerre. Kilépett az SRS-ből, és népszerűségét felhasználva új jobbközép pártot hozott létre, a Szerb Haladó Pártot. 2008. október 21-én az SNS elnökévé  választották. Az ellenzékben töltött négy év alatt a párt jelentősen megerősödött, az ország legnépszerűbb pártjává vált. 2012. május 20-án megválasztották Szerbia elnökének. Május 24-én lemondott párttisztségéről, és május 31-én megkezdte államfői tevékenységét.

## Állami pozíciók
- szerb miniszterelnök-helyettes (1998. március – 2000. október)
- a jugoszláv szövetségi kormány alelnöke (1999. december – 2000. november)
- a szerb parlament (szkupstina) elnöke (2007. május 8. – 2007. május 13.)
- Szerbia Köztársaság megválasztott (2012. május 20.) és hivatali tevékenységét megkezdett elnöke (2012. május 31.)

## Családja
Nős, két fiúgyermek édesapja.